# Església de Santa Llogaia d'Àlguema
Santa Llogaia és una església parroquial al nucli de Santa Llogaia d'Àlguema (l'Alt Empordà) inclosa en l'Inventari del Patrimoni Arquitectònic de Catalunya.

## Arquitectura
Edifici situat al centre del poble, al que és impossible veure els quatre costats a causa de les construccions modernes. És un edifici d'una sola nau amb capçalera carrada. A la façana podem veure la portalada rectangular, amb una gran llinda amb la inscripció: 21 OCTUBRE 1777. Tota la façana ha estat arremolinada. El campanar, de planta quadrada, té quatre arcades, en arc apuntat, i es remata amb una coberta apiramidada. L'interior de l'església és completament enguixat. La volta de la nau és de llunetes, la del presbiteri té falses nervacions que imiten la creueria gòtica. Hi ha dos altars laterals, un a cada costat de la nau, imbuïts mitjançant arcs cecs en les parets mestres. El mur lateral nord de la nau, és l'únic que es conserva de l'antiga construcció romànica.

## Història
L'actual temple de Santa Llogaia és un edifici del segle xviii, encara que la primitiva església va ser construïda en època romànica, probablement durant el segle xi. L'església de Santa Llogaia és esmentada documentalment des del segle xii. El 1167 el bisbe de Girona va fer donació al monestir de Ripoll. La primitiva construcció romànica segurament va quedar destruïda durant el gran aiguat del 1421. Només se n'ha conservat un fragment de mur, que ha quedat integrat al temple del segle xviii.